# أيرون سكاي: ذا كومنغ رايس
أيرون سكاي: ذا كومنغ رايس (بالإنجليزية: Iron Sky: The Coming Race) هو فيلم خيال علمي فنلندي ألماني قادم سيتم إنتاجه في فبراير 2018، من إخراج تيمو فورينسولا وبطولة جوليا ديتزه وأودو كير وتوم غرين وستيفاني بول ويوكا هلدن وكاري كينتونين، يتكلم الفلم عن قيام قوات فضائية نازية تقوم بغزو مكان وتشن هولوكوست نووي فيه، وفي الفلم ستظهر شخصيات سياسية فيه مثل سارة بالين وفلاديمير بوتين وأدولف هتلر وجوزيف ستالين ومارغريت ثاتشر وأسامة بن لادن بالإضافة إلى المسيح وغيرهم.

## القصة
قصة الفيلم تتكلم عن قيام نازيين من القمر يقومون باحتلال الأرض وثم يهاجمون واشنطن بالقنبلة النووية، فتهرب الرئيسة الأمريكية سارة بالين إلى القطب الجنوبي لتدخل إلى الأرض المجوفة وألتي يحكمها أدولف هتلر مع حيوانه تيرانوصور بلوندي ويتم إستدعاء شخصيات أخرى لأجل إنقاذ الأرض، فيما تحاول كل من أوبي واشنطن و ريناتا ريختر وجيمس واشنطن بمحاولة العثور على الناجين من الهجوم النووي.

## البطولة
- جوليا ديتزه بدور ريناتا ريختر
- يودو كيير بدور فولفغانغ كورتزفليش
- لارا روسي بدور أوبي واشنطن
- توم غرين بدور كولت ليدر
- ستيفاني بول بدور سارة بالين رئيسة الولايات المتحدة
- يوكا هيدن بدور المسيح
- كاري كيتونين بدور فلاديمير بوتين
- عباس شرفخان بدور أسامة بن لادن
- فلاديمير بولاكوف بدور ساشا
- دوتا سخيرلادزه بدور جوزيف ستالين
- فرانشيسكو إيتاليانو بدور كاليغولا
- غايتان فيندرز بدور ستيف جوبس
- أماندا فولزاك بدور مارغريت تاتشر
- مويا لوبامبو بدور عيدي أمين
- فاسكو دي بيكيلاير بدور ماو زيدونغ

## روابط خارجية
- أيرون سكاي: ذا كومنغ رايس على موقع IMDb (الإنجليزية)
- أيرون سكاي: ذا كومنغ رايس على موقع روتن توميتوز (الإنجليزية)
- أيرون سكاي: ذا كومنغ رايس على موقع قاعدة بيانات الأفلام العربية
- أيرون سكاي: ذا كومنغ رايس على موقع ألو سيني (الفرنسية)
- أيرون سكاي: ذا كومنغ رايس على موقع فيلمافينيتي (الإسبانية)
- أيرون سكاي: ذا كومنغ رايس على موقع قاعدة بيانات الفيلم (الإنجليزية)
- أيرون سكاي: ذا كومنغ رايس على موقع ليتربوكسد (الإنجليزية)
- أيرون سكاي: ذا كومنغ رايس على موقع كينوبويسك (الروسية)